# ديف كيفان
ديف كيفان (بالإنجليزية: Dave Kevan)‏ (31 أغسطس 1968 في المملكة المتحدة - ) هو مدرب كرة قدم ولاعب كرة قدم بريطاني في مركز الوسط. لعب مع ستوك سيتي وكارديف سيتي ونادي بورنموث ونوتس كاونتي وماديستون يونايتد ‏.

## وصلات خارجية
- ديف كيفان على موقع قاعدة بيانات كرة القدم.إي يو (الإنجليزية)